# تازه‌آباد سراییلان
تازه‌آباد سراییلان روستایی در دهستان جلال‌وند بخش فیروزآباد شهرستان کرمانشاه استان کرمانشاه ایران است.

## جمعیت
بر پایه سرشماری عمومی نفوس و مسکن در سال ۱۳۹۵ جمعیت این روستا ۸۲ نفر (۲۳خانوار) بوده‌است.